# NGC 3993
إن جي سي 3993 التي يرمز لها بالرمز NGC 3993، هي مجرة، في كوكبة الأسد.

## الاكتشاف
اكتشفت في 6 أبريل 1785، بواسطة ويليام هيرشل.